# Emanuele Chiabrera Castelli
Emanuele Chiabrera Castelli (Acqui, 1º luglio 1814 – Acqui, 21 aprile 1909) è stato un generale italiano, che combatte durante la Prima guerra d'indipendenza, la Guerra di Crimea e la Seconda e Terza guerra d'indipendenza. Si distinse particolarmente nella prima, durante la quale fu decorato con due Medaglie d'argento e due di bronzo al valor militare.

## Biografia

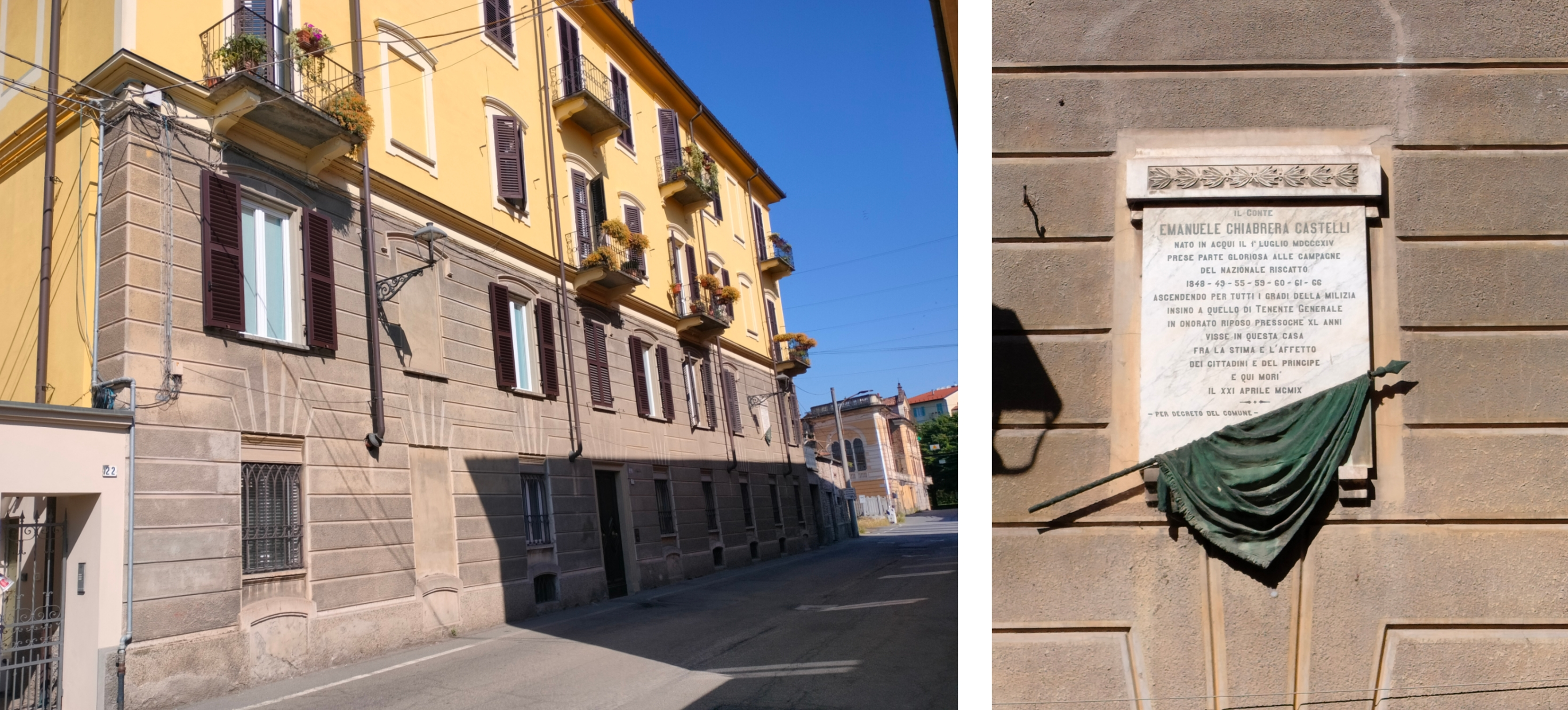
La storica residenza di Chiabrera Castelli ad Acqui Terme e la lapide posta a memoriale.

Nacque ad Acqui il 1 luglio 1814, figlio terzogenito dell'avvocato Clemente e di Martia Ottavia Gaioli di Molare. Nel 1832, non riuscendo ad essere ammesso a frequentare la Regia Scuola Militare di Torino, si arruolò volontario nell'Armata Sarda, assegnato alla Brigata "Savona", e congedandosi con il grado di sergente. Richiamato in servizio attivo conseguì nel 1836 il grado di sottotenente, venendo promosso tenente nel 1845.
Ufficiale nel 4º Reggimento fanteria della Brigata "Piemonte" combatte durante la prima guerra d'indipendenza, distinguendosi a Pastrengo, Peschiera, Colmasino, Cavaion Veronese, Goito, Sommacampagna e Novara. Al termine del conflitto risultava decorato con due Medaglie d'argento e due di bronzo al valor militare.
Nel 1850 passò in forza al corpo dei bersaglieri, distinguendosi poi, con il grado di capitano, durante la Guerra di Crimea dove partecipò alla battaglia della Cernaia venendo ferito. Promosso maggiore per merito di guerra viene decorato con la Legion d'onore dall'Imperatore Napoleone III e con una medaglia dalla Regina Vittoria.
Al comandò del 7º Battaglione bersaglieri di stanza a Chivasso combatte durante la seconda guerra d'indipendenza, distinguendosi a Palestro dove fu promosso “sul campo” al grado di tenente colonnello.

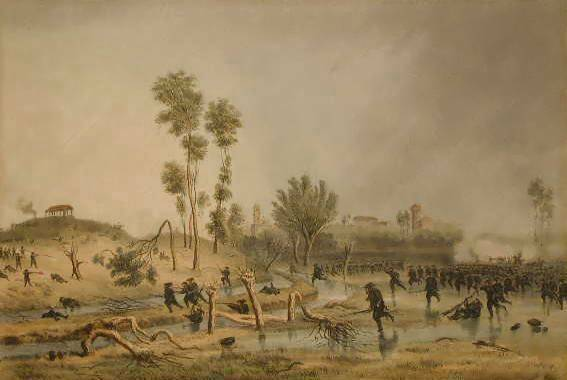
L'attacco della 4ª Divisione del generale Cialdini a Palestro.

Nel 1860 prese parte alla spedizione nelle Marche e nell'Umbria che portarono all'annessione al Regno d'Italia di quelle due regioni, e promosso maggiore generale il 18 dicembre 1860 raggiunse quindi Messina, in Sicilia, alla testa della Brigata "Pistoia" (35º e 36º Reggimento). Prese parte alla capitolazione della piazzaforte di Messina e poi alla repressione del brigantaggio tanto da venire decorato con la Croce di Commendatore dell'Ordine militare di Savoia.
Promosso tenente generale nel 1864, assunse il comando della Divisione militare di Ancona, ricevendo da Vittorio Emanuele II il titolo ereditario di Conte e l'incarico di Aiutante di campo di S.M. il Re.
Nel 1866 prese parte alla Terza guerra d'indipendenza al comando della 14ª Divisione, ma la sua unità fu scarsamente impiegata. Lasciato il servizio attivo nel 1874 prese parte alla vita politica della sua città natale, entrando in consiglio comunale dove rimase fino al compimento del suo novantaduesimo anno di vita, quando si ritirò definitivamente a vita privata.
Morì ad Acqui il 21 aprile 1909 lasciando la moglie Pierina Mazza e i figli Gabriele, Cesare e Maria. Il giorno successivo alla sua scomparsa il consiglio comunale gli intitolò una via.

### Annotazioni
1. ↑  Con la seguente motivazione: ”Per militari benemerenze quale Comandante della Brigata "Pistoia" per la campagna di guerra della Bassa Italia”.

### Fonti
1. 1 2  Rossetti 2009, p. 38.
2. 1 2 3 4 5 6 7 8 9 10 11 12  L'Ancora n.15, 15 aprile 2012, p. 25.
3. ↑  Rossetti 2009, p. 35.
4. ↑  Rossetti 2009, p. 51.
5. ↑  Sella, Quazza 2001, p. 142.
6. ↑  Vedi: Enciclopedia Militare. Opera citata. Vol. II voce: Chiabrera
7. ↑  Touring Club Italiano 1976, p. 177.